# الحروب الكارلية

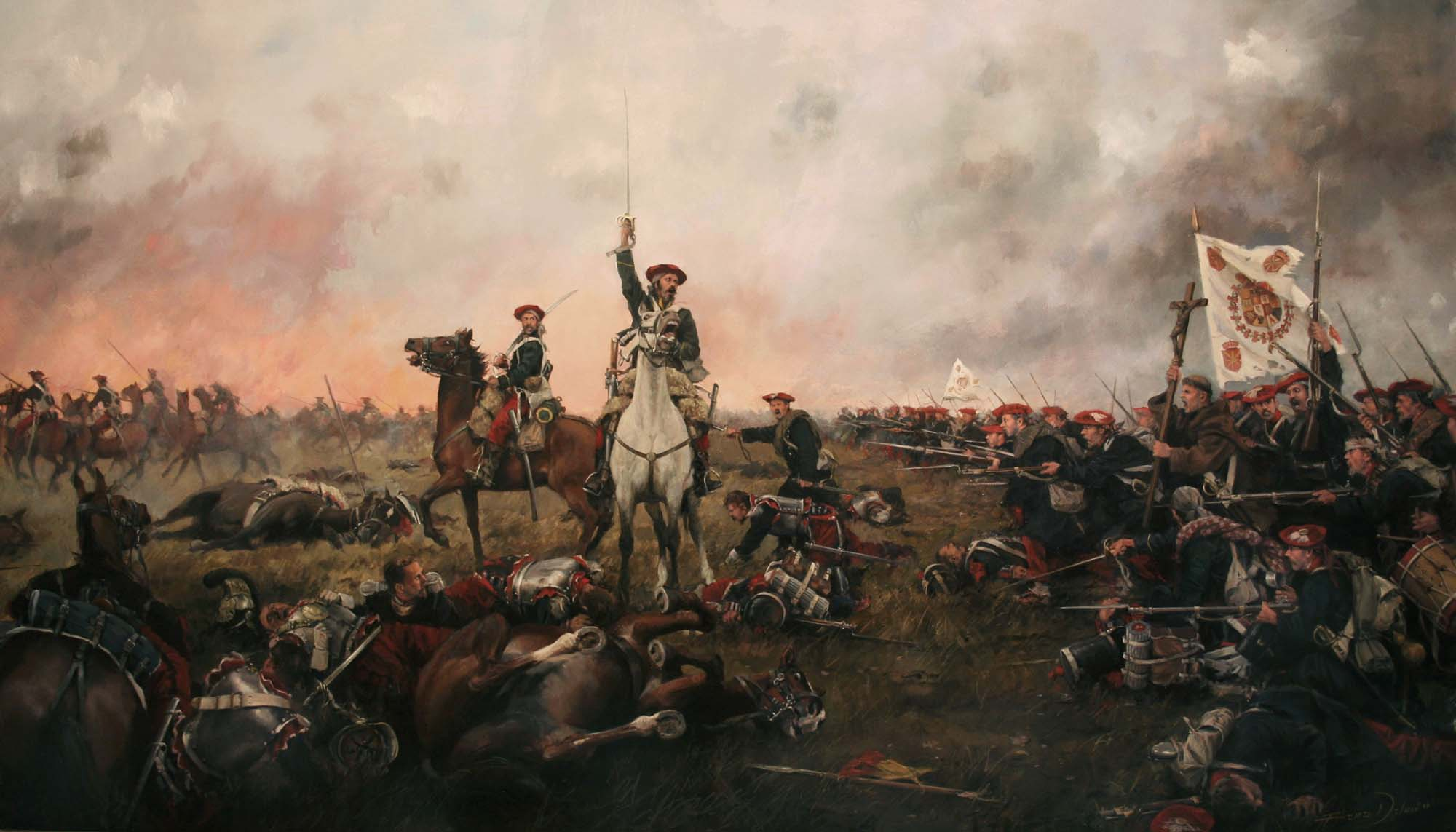

الحروب الكارلية هي سلسلة من الحروب الأهلية جرت في إسبانيا في القرن 19. واندلعت بين الخصوم لتثبيت دعواهم بالعرش، بالإضافة إلى الخلافات السياسية فيما بينهم. وقد احتشد الكارليين - وهم أتباع إنفانتي كارلوس (سمي لاحقا بكارلوس الخامس) وذريته - عدة مرات خلال الفترة 1833 إلى 1876 لإعلاء كلمة «الله، الوطن، الملك» وقاتلوا من أجل قضية حماية التقاليد الإسبانية (السلطة الملكية والكاثوليكية) ضد ليبرالية ومن بعدها جمهورية الحكومات الإسبانية في ذاك الوقت. ولحروب الكارلية مكونات إقليمية قوية (منطقة جنوب الباسك [الإنجليزية] وكاتالونيا وغيرهما)، بالنظر إلى أن النظام الجديد دعا إلى ترتيبات لقانون محدد في المناطق المعنية وجماركها التي احتفظت بها لعدة قرون.
عندما مات ملك إسبانيا فيرناندو السابع سنة 1833 أضحت أرملته الملكة ماريا كريستينا وصية على ابنتهما الرضيعة إيزابيلا الثانية. وبذا انقسم البلد إلى فصيلين: الكريستينيون (أو الإيزابيليون) وهو انصار الملكة الوصية وحكومتها وهم حزب الأحرار، والفصيل الثاني وهم الكارليين وهم أنصار الدون كارلوس المدعي على العرش وشقيق المتوفى فرديناند السابع. وقد رفض كارلوس صحة المرسوم بقانون لسنة 1830 الذي ألغى فيه القانون السالي لسنة 1713 (باعتبار أنه ولد قبل 1830). وأكد أنه يريد العودة إلى النظام الملكي الاستبدادي.
فبينما عد بعض المؤرخين أنها ثلاث حروب، إلا أن مؤلفين آخرين والموروث الشعبي يذكر إلى وجود حربين اثنين وهما الأولى والثانية، مع أحداث 1846-1849 التي تؤخذ على شكل مشكلة بسيطة.
- الحرب الكارلية الأولى (1833-1840) استمرت أكثر من سبع سنوات وامتد القتال معظم أنحاء البلاد وأحيانا في وقت واحد، على الرغم من أن الصراع الرئيسي يتمحور حول موطن الكارليين وهي بلاد الباسك وأرغون وكاتالونيا وفالنسيا.
- الحرب الكارلية الثانية (1846-1849) وهي تعد انتفاضة كاتالونية صغيرة. حاول الثوار تثبيت كارلوس السادس على العرش. وكان نطاق الانتفاضة صغيرا في غاليسيا وقد اخمدها الجنرال رامون ماريا نارفايس.[2]
- الحرب الكارلية الثالثة (1872-1876) بدأ في أعقاب خلع الملكة إيزابيلا الثانية ثم تنازل الملك الآخر. فقد أطيح بالملكة إيزابيلا الثانية بسبب مؤامرة الجنرالات الليبرالية في 1868، وغادرت إسبانيا محملة بالخزي. فأرسل الكورتيس (البرلمان) إلى أماديو دوق أوستا (والابن الثاني لملك إيطاليا فيتوريو إمانويلي الثاني). ولكن عندما أسفرت الانتخابات الأسبانية 1872 عن ردة فعل حكومية عنيفة ضد المرشح الكارلي والمبتعد عن الكارلية والمطالب بالعرش الكارلية كارلوس السابع، فقرر أن القوة هو السلاح الوحيد الذي يمكنه الفوز بالعرش. بدأت الحرب الكارلية الثالثة. واستمرت حتى 1876.
- الحرب الأهلية الإسبانية (1936-1939) اعتبرها الكارليون أنها حرب صليبية جديدة ضد العلمانية. وعلى الرغم من انتصار جانبهم، فقد خيب الجنرال فرانكو آمال أنصار الملكية الكارلية. فقد صنف مليشياتهم بأنها جيش قومي وحزبهم السياسي (Comunión Tradicionalista) بأنه الحركة الوطنية (Falange Tradicionalista y de las J.O.N.S).

## قراءات أخرى
- Carr, Raymond. Spain, 1808-1975 (1982), pp 184–95
- Clarke, Henry Butler. Modern Spain, 1815-98 (1906) old but full of factual detail online
- Holt, Edgar. The Carlist Wars in Spain (1967).
- Payne, Stanley G. History of Spain and Portugal: v. 2 (1973) ch 19-21